# Graffenrieda moaensis
Graffenrieda moaensis är en tvåhjärtbladig växtart som beskrevs av John Julius Wurdack. Graffenrieda moaensis ingår i släktet Graffenrieda och familjen Melastomataceae. Inga underarter finns listade i Catalogue of Life.